# Monotoma quadrifoveolata
Monotoma quadrifoveolata – gatunek chrząszcza z rodziny obumierkowatych.
Gatunek ten został opisany w 1873 roku przez Charlesa Nicholasa Aubé.
Chrząszcz o ciele długości od 2 do 2,2 mm, w całości ubarwionym jednolicie szarobrunatno lub czerwonobrunatno. Mała głowa ma skronie co najmniej trzykrotnie dłuższe od małych, kulistych oczu. Owłosienie głowy jest przylegające. Przednie kąty krótkiego, w zarysie prawie kwadratowego i o brzegach bocznych prawie równoległych przedplecza są delikatnie zaokrąglone. Wierzch przedplecza odznacza się ósemkowatymi zagłębieniami i wyraźnymi bruzdami bocznymi. Dwukrotnie dłuższe niż szerokie pokrywy mają delikatne rzędy punktów i włosków. Owłosienie odnóży jest słabe i odstające.
Zasiedla rozkładającą się materię roślinną. W warunkach synantropijnych spotykany w kompoście oraz składowanym w budynkach gospodarczych sianie i słomie, szczególnie jeśli żyją w nich myszy. Ponadto występuje pod korą drzew iglastych.
Owad pierwotnie palearktyczny, rozsiedlony od Makaronezji i Azorów na zachodzie przez Europę, Afrykę Północną i Bliski Wschód po wschodnią Palearktykę. Ponadto zawleczony został do Ameryki Południowej. W Europie stwierdzony został w Portugalii, Hiszpanii, Francji, Wielkiej Brytanii, Belgii, Niemczech, Szwajcarii, Austrii, Włoszech, Danii, Szwecji, Polsce, Czechach, Słowacji, Węgrzech, Ukrainie, Rosji, Rumunii, Chorwacji i Grecji. Północna granica jego zasięgu na tym kontynencie przebiega przez Danię i południową Szwecję. W Polsce jego występowanie ma charakter lokalny.